# Aleix Porras
Aleix Porras Cantons (* 11. September 1999 in Lleida) ist ein spanischer Hürdenläufer, der sich auf die 400-Meter-Distanz spezialisiert hat.

## Sportliche Laufbahn
Erste internationale Erfahrungen sammelte Aleix Porras im Jahr 2015, als er bei den Jugendweltmeisterschaften in Cali bis in das Halbfinale gelangte und dort mit 52,38 s ausschied. Anschließend siegte er beim Europäischen Olympischen Jugendfestival (EYOF) in Tiflis in 52,52 s. Im Jahr darauf gewann er bei den erstmals ausgetragenen Jugendeuropameisterschaften ebendort in 51,56 s die Silbermedaille. 2017 gelangte er bei den U20-Europameisterschaften in Grosseto in 51,36 s auf den siebten Platz und 2018 nahm er mit der spanischen 4-mal-400-Meter-Staffel an den Hallenweltmeisterschaften in Birmingham teil, gelangte dort mit 3:07,52 min aber nicht bis in das Finale. Anschließend gelangte er bei den U20-Weltmeisterschaften Tampere bis in das Halbfinale, ging dort aber nicht mehr an den Start. Zudem qualifizierte er sich für die Europameisterschaften in Berlin, bei denen er mit 51,69 s in der ersten Runde ausschied. 2019 wurde er bei den U23-Europameisterschaften in Gävle in 50,45 s Sechster und belegte mit der Staffel in 3:07,62 min den fünften Platz. 2022 startete er bei den Mittelmeerspielen in Oran und verpasste dort mit 51,90 s den Finaleinzug.
2022 wurde Porras spanischer Meister im 400-Meter-Hürdenlauf.

## Persönliche Bestleistungen
- 400 m Hürden: 49,68 s, 25. Juni 2022 in Nerja